# Mollégès
Mollégès – miejscowość i gmina we Francji, w regionie Prowansja-Alpy-Lazurowe Wybrzeże, w departamencie Delta Rodanu.
Według danych na rok 1990 gminę zamieszkiwały 1862 osoby, a gęstość zaludnienia wynosiła 131 osób/km² (wśród 963 gmin regionu Prowansja-Alpy-W. Lazurowe Mollégès plasuje się na 280. miejscu pod względem liczby ludności, natomiast pod względem powierzchni na miejscu 612.).